# Hòa Hiệp (diễn viên)
Hòa Hiệp, tên đầy đủ là Nguyễn Hòa Hiệp (sinh ngày 1 tháng 1 năm 1982) là một nam diễn viên điện ảnh, diễn viên truyền hình, diễn viên hài – kịch và đạo diễn sân khấu Việt Nam. Anh được khán giả biết đến với những vai trong các bộ phim như: Nghề báo, Cô nàng bướng bỉnh, Cổng mặt trời, Lối sống sai lầm, Làm Dâu và Ông trùm.

## Tiểu sử và sự nghiệp
Hòa Hiệp sinh ngày 1 tháng 1 năm 1982 tại Thành phố Hồ Chí Minh. Anh từng thi đậu vào trường Cao đẳng Sân khấu Điện ảnh và trường Đại học hàng hải, tuy nhiên anh lại theo học trường Cao đẳng Sân khấu Điện ảnh. Đến năm 2002, anh tham gia bộ phim đầu tiên là phim Vòng xoay số phận, sau đó anh được các khán giả biết đến với những vai diễn trong các bộ phim khác như: Mùi ngò gai, Nghề báo, Cô nàng bướng bỉnh, Cổng mặt trời, Lối sống sai lầm và Gia đình phép thuật. Ngoài ra thì chàng diễn viên điển trai này còn tham gia trong các vở hài, các vở kịch và ca hát.
Trong thời gian học tại trường, anh đã tham gia diễn xuất ở Nhà hát kịch Thành phố Sau đó, anh được nghệ sĩ hài Hoài Linh phát hiện và mời tham gia tiểu phẩm hài Quả đào lửa rồi đi diễn khắp các tỉnh phía Nam.
Năm 2013, Hòa Hiệp góp mặt ở trong chương trình truyền hình đình đám Bước nhảy hoàn vũ.

### Bài hát thể hiện
- Nhớ mẹ quê nhà
- Chia tay trong mưa
- Mực tím vào hạ
- Trăng tròn tháng tư
- Về miền Tây
- Liên khúc Tiền
- Ca dao tình mẹ
- Liên khúc Nghèo
- Liên khúc Ngựa hoang thôi
- Kiếp đỏ đen
- Chào bạn
- Tuổi trẻ tâm lành
- Và nhiều ca khúc khác

### DVD
- Em và ngôi sao
- Chuyện tình chàng mắt hí
- Táo gu gồ … À
- Hoa Hiếu Hạnh

### Kịch đã đóng (Tiêu biểu)
- Nước mắt người điên
- Nỏ thần
- Vô tình
- Thông điệp xanh
- Số đào hoa
- Ma Khùng
- Nhân danh công lý
- Chuyện tình mùa thu
- Kỳ án 292
- Ngôi nhà trên thuyền
- Người vợ ma
- Quả tim máu 1
- Quả tim máu 2
- Cưới dùm
- Xóm trọ 3D
- Em và ngôi sao
- Trúng số
- Và nhiều vở kịch khác

### Hài đã đóng (Tiêu biểu)
- Quả đào lửa
- Lão hà tiện
- Trai tài gái sắc
- Fan club
- Chuyện tình chàng mắt hí
- Bí kiếp võ công
- Và nhiều vở hài khác

## Phim đã tham gia

### Truyền hình
| Năm  | Phim                      | Vai diễn            | Đạo diễn                                                 | Kênh          | Nguồn |
| ---- | ------------------------- | ------------------- | -------------------------------------------------------- | ------------- | ----- |
| 2002 | Vòng xoay số phận         | Tùng                |                                                          | HTV7          |       |
| 2006 | Dưới cờ đại nghĩa         | Ly                  | Nguyễn Tường Phương - Lê Phương Nam                      | HTV7          |       |
| 2006 | Mùi ngò gai               | Khanh               | Kim Hyo-joong - Han Chul-soo - Chu Thiện - Trần Hữu Phúc | HTV7          |       |
| 2006 | Nghề báo                  | Đỗ Hòa              | Phi Tiến Sơn                                             | HTV9          |       |
| 2007 | Nhật ký Vàng Anh 2        | Khang               | Nguyễn Khải Anh                                          | VTV3          |       |
| 2008 | Sóng đời                  | Tính                | Xuân Phước                                               | HTV7          |       |
| 2008 | Một ngày không có em      | Lý                  | Nguyễn Danh Dũng                                         | HTV7          |       |
| 2009 | Gia đình phép thuật       | Ma Mây              | Chu Thiện                                                | HTV7          |       |
| 2009 | Dòng sông huynh đệ        | Hiển                | Kim Hyo Jung                                             | HTV2          |       |
| 2009 | Tham vọng                 | Khoa                | Xuân Cường                                               | HTV7          |       |
| 2009 | Hoa ngũ sắc               | thầy Quang          |                                                          | Let’s Viet    |       |
| 2010 | Cổng mặt trời             | Vỹ                  | Nguyễn Dương                                             | HTV7          |       |
| 2010 | Lối sống sai lầm          | Hòa                 | Oh Seung Yuep                                            | HTV7          |       |
| 2011 | Cô nàng bướng bỉnh        | Đăng Khôi           | Chu Thiện                                                | HTV7          |       |
| 2011 | Dây leo hạnh phúc         | Khương Duy          | Chu Thiện                                                | TodayTV       |       |
| 2012 | Bao la tình mẹ            | Thiên Quốc          | Bùi Ngọc Nam Phương                                      | THVL1         |       |
| 2013 | Lệch pha                  | Cao                 | Xuân Cường                                               | Let’s Viet    |       |
| 2014 | Lý bông mai               |                     |                                                          | Let’s Viet    |       |
| 2014 | Nhà không có mẹ chồng     |                     | Lê Lộc                                                   | HTV7          |       |
| 2015 | Làm dâu                   |                     | Văn Công Viễn                                            | VTV Cần Thơ 1 |       |
| 2015 | Người thương kẻ nhớ       | Minh                | Quyền Lộc                                                | Let’s Viet    |       |
| 2015 | Ông trùm                  | Trương Lâm          | Nguyễn Dương                                             | THVL1         |       |
| 2015 | Đi qua mùa mưa            | Phong               | Mai Dũng                                                 | SCTV14        |       |
| 2016 | Dạ khúc nguyệt cầm        | Tâm                 | Vương Quang Hùng                                         | VTV8          |       |
| 2016 | Lối thoát nghiệt ngã      | Trọng               | Vũ Huân                                                  | HTV7          |       |
| 2016 | Cưới chồng cho vợ         | Ca                  | Vũ Hồng Sơn                                              | HTV7          |       |
| 2016 | Hợp đồng định mệnh        | Kha                 | Nguyễn Dương                                             | HTV9          |       |
| 2016 | Bản năng nguy hiểm        | Kiên                | Bùi Cường                                                | THVL1         |       |
| 2017 | Trần Trung kỳ án          | Trần Trung          | Bùi Ngọc Nam Phương                                      | THVL1         |       |
| 2017 | Chỉ là ảo ảnh             | Gia Bảo             | Trương Dũng                                              | THVL1         |       |
| 2018 | Ngậm ngùi                 | Long                | Trương Dũng                                              | THVL1         |       |
| 2018 | Sóng xô lẽ phải           | Quang Minh          | Chu Thiện                                                | HTV2          |       |
| 2018 | Trần Trung kỳ án (phần 2) | Trần Trung          | Bùi Ngọc Nam Phương                                      | THVL1         |       |
| 2020 | Nghiệp sinh tử            | Gia Bảo             | Bùi Ngọc Nam Phương                                      | THVL1         |       |
| 2021 | Nghiệp sinh tử (phần 2)   | Phúc Điền           | Bùi Ngọc Nam Phương                                      | THVL1         |       |
| 2022 | Lỗi đạo cang thường       | Thiện               | Hồ Ngọc Xum                                              | SCTV14        |       |
| 2022 | Nghiệp sinh tử (phần 4)   | Trọng Sinh / Ông Ba | Bùi Ngọc Nam Phương                                      | THVL1         |       |

### Điện ảnh
| Năm  | Phim                  | Vai diễn   | Đạo diễn                      | Nguồn |
| ---- | --------------------- | ---------- | ----------------------------- | ----- |
| 2016 | Liên minh huyền thoại | Phạm Cường | Đinh Thái Thuỵ - Phạm Văn Hải |       |

### Web Drama
| Năm  | Phim          | Vai diễn | Nguồn |
| ---- | ------------- | -------- | ----- |
| 2020 | Mẹ mẹ con con | Hùng     |       |

## Chương trình truyền hình

### MC
- Ngày chủ nhật của em (HTV7)
- Vui cùng Hugo (HTV7)
- Chinh phục thời gian (HTV7)
- Nhỏ to tâm sự (VTV3)
- Chào bé yêu (HTV7)

### Chương trình tham gia
- Bước nhảy hoàn vũ
- Chuyện nhỏ
- Lữ khách 24h
- Tài tiếu tuyệt
- Vitamin cười
- Kỳ án Đông Tây kim cổ
- Hội quán tiếu lâm
- Danh hài đất Việt
- Diễn viên bá đạo – Giám khảo
- Cao thủ đấu nhạc
- Chung sức (2008 - 2012)
- Một trăm triệu một phút
- Bản lĩnh ngôi sao
- Vượt thành chiến
- Nhanh như chớp nhí - Mùa 1 (Tập 18 vai ông Tư Hí già gân với Ốc Thanh Vân (vai bà Hai Ốc xì tin)
- Nhanh như chớp nhí - Mùa 2 (Tập 12 với Vân Trang)
- Ký ức vui vẻ
- Và nhiều chương trình khác

## Giải thưởng
- Nam diễn viên kịch nói được yêu thích nhất giải Mai vàng năm 2008 với vai Thắng trong vở kịch Nước mắt người điên.[5][6]
- Thanh niên tiêu biểu thành phố 2009.[cần dẫn nguồn]
- Huy chương vàng hội diễn sân khấu chuyên nghiệp toàn quốc 2010 với vai Trọng Thủy trong vở kịch Nỏ thần.[cần dẫn nguồn]
- Nam diễn viên chính truyền hình được yêu thích nhất HTV Awards 2011 với vai Vỹ trong phim Cổng mặt trời.[cần dẫn nguồn]
- HTV Awards 2011: "Nghệ sĩ thân thiện".[cần dẫn nguồn]